# Mellons Bay
Mellons Bay est une banlieue de la cité d’Auckland, située dans l’île du Nord de la Nouvelle-Zélande.

## Situation
‘Mellons Bay’ est localisée au sud de Eastern Beach et au nord de la banlieue de Howick. 
Elle consiste en 2 crêtes, qui se rejoignent par une ravine large et raide, faisant face à l’est et elle possède une petite plage.

## Population
Selon le recensement de 2001 en Nouvelle-Zélande (en): ‘Mellons Bay’ avait une population de 2 871 habitants.